# Lydella parasitica
Lydella parasitica är en tvåvingeart som beskrevs av Louis-Paul Mesnil 1959. Lydella parasitica ingår i släktet Lydella och familjen parasitflugor.
Artens utbredningsområde är Nordmarianerna. Inga underarter finns listade i Catalogue of Life.